# Molí de Can Cuquet
El Molí de Can Cuquet, Molinot o Molí Nou de Can Cuquet es troba al Parc de la Serralada Litoral, concretament a Vallromanes, al Vallès Oriental.

## Descripció
Aquest molí nou (el vell és dins de la masia homònima i és d'origen romà) és un molí fariner d'origen medieval, ara sense sostre però conservant les sòlides parets i molts detalls arquitectònics interessants. S'endevina una obra feta a consciència, amb parets de pedra ben col·locada, cantonades perfectament escairades, finestres amb ampits i llindes de pedra treballada i algunes arcades fetes de maons a sardinell (és a dir, una sèrie de maons posats de cantell formant una vorada, l'acabament d'una paret, etc.). És de destacar especialment una finestra amb l'acabat superior en superfície reglada i pedrissos festejadors (una mena de pedrís situat a cada costat intern de la finestra, per a seure-hi i conversar, el qual és propi de les masies i casals de construcció tradicional). En una altra finestra es pot veure gravada la data de 1606.
Malgrat que la planta inferior (on devia haver-hi la maquinària) està colgada de terra i amb prou feines queda al descobert l'arcada de la sortida de l'aigua, el conjunt presenta encara un gran encant. A l'estança que té la finestra dels pedrissos festejadors va haver-hi, fins a finals del 2009, dues magnífiques rodes de molí (un intent de robatori d'aquestes pedres va fer que els propietaris les retiressin d'aquest indret).
El lloc és humit, fred i molt dur per viure-hi. Veient la mida de les rodes de pedra que l'aigua feia girar, el primer pensament que ve al cap és com n'havia de ser d'impetuós el torrent temps enrere i com n'és de feble ara.

## Accés
És ubicat a Vallromanes, al Vallès Oriental.: situat al Torrent d'en Cuquet, a tocar de la pista que baixa del Pi de la Creu de Can Boquet cap a Can Maimó, 1,4 km passada la Font d'en Mamet i 980 m abans de Can Maimó. Cal estar alerta per no passar de llarg, ja que la construcció està mig amagada per l'exuberant vegetació que l'envolta. Coordenades: x=443330 y=4598216 z=210.